# Joel Farabee
Joel Farabee, född 25 februari 2000, är en amerikansk professionell ishockeyforward som spelar för Philadelphia Flyers i National Hockey League (NHL). Farabee draftades av Philadelphia Flyers i första rundan i 2018 års draft som 14:e spelare totalt.
Han har tidigare spelat för Boston University Terriers i National Collegiate Athletic Association (NCAA), Team USA i United States Hockey League (USHL och Flyers farma lag Lehigh Valley Phantoms i American Hockey League (AHL).

## Statistik
| Källa: Utv = Utvisningsminuter Uppdaterad: 2021-05-04 | Källa: Utv = Utvisningsminuter Uppdaterad: 2021-05-04 | Källa: Utv = Utvisningsminuter Uppdaterad: 2021-05-04 |         | Grundserie | Grundserie | Grundserie | Grundserie | Grundserie |     | Slutspel | Slutspel | Slutspel | Slutspel | Slutspel |
| Säsong                                                | Lag                                                   | Liga                                                  | Matcher | Mål        | Assists    | Poäng      | Utv        | Matcher    | Mål | Assists  | Poäng    | Utv      |          |          |
| ----------------------------------------------------- | ----------------------------------------------------- | ----------------------------------------------------- | ------- | ---------- | ---------- | ---------- | ---------- | ---------- | --- | -------- | -------- | -------- | -------- | -------- |
| 2014/2015                                             | Selects Academy at South Kent School                  | USPHL                                                 | 28      | 8          | 25         | 33         | 16         | 3          | 0   | 2        | 2        | 0        |          |          |
| 2015/2016                                             | Selects Academy at South Kent School                  | USPHL                                                 | 27      | 19         | 30         | 49         | 18         | 3          | 5   | 5        | 10       | 6        |          |          |
| 2016/2017                                             | Team USA                                              | USHL                                                  | 30      | 12         | 11         | 23         | 22         | —          | —   | —        | —        | —        |          |          |
|                                                       | U.S. National U17 Team                                |                                                       | 42      | 17         | 14         | 31         | 48         | —          | —   | —        | —        | —        |          |          |
|                                                       | U.S. National U18 Team                                |                                                       | 22      | 8          | 11         | 19         | 10         | —          | —   | —        | —        | —        |          |          |
| 2017/2018                                             | Team USA                                              | USHL                                                  | 26      | 15         | 25         | 40         | 18         | —          | —   | —        | —        | —        |          |          |
|                                                       | U.S. National U18 Team                                |                                                       | 62      | 33         | 43         | 76         | 44         | —          | —   | —        | —        | —        |          |          |
| 2018/2019                                             | Boston University Terriers                            | NCAA                                                  | 37      | 17         | 19         | 36         | 57         | —          | —   | —        | —        | —        |          |          |
| 2019/2020                                             | Philadelphia Flyers                                   | NHL                                                   | 52      | 8          | 13         | 21         | 39         | —          | —   | —        | —        | —        |          |          |
|                                                       | Lehigh Valley Phantoms                                | AHL                                                   | 5       | 3          | 1          | 4          | 2          | —          | —   | —        | —        | —        |          |          |
| 2020/2021                                             | Philadelphia Flyers                                   | NHL                                                   | 51      | 17         | 18         | 35         | 21         | —          | —   | —        | —        | —        | —        |          |
| NHL totalt                                            | NHL totalt                                            | NHL totalt                                            | 103     | 25         | 31         | 26         | 60         | —          | —   | —        | —        | —        |          |          |
| USHL totalt                                           | USHL totalt                                           | USHL totalt                                           | 56      | 27         | 36         | 63         | 48         | —          | —   | —        | —        | —        |          |          |

### Internationellt
| Källa: Uppdaterad: 2019-10-22 | Källa: Uppdaterad: 2019-10-22 | Källa: Uppdaterad: 2019-10-22 |         | Utv = Utvisningsminuter | Utv = Utvisningsminuter | Utv = Utvisningsminuter | Utv = Utvisningsminuter | Utv = Utvisningsminuter |
| År                            | Lag                           | Mästerskap                    | Matcher | Mål                     | Assists                 | Poäng                   | Utv                     |                         |
| ----------------------------- | ----------------------------- | ----------------------------- | ------- | ----------------------- | ----------------------- | ----------------------- | ----------------------- | ----------------------- |
| 2017                          | USA                           | U18                           | 7       | 3                       | 3                       | 6                       | 6                       |                         |
| 2018                          | USA                           | U18                           | 7       | 4                       | 4                       | 8                       | 6                       |                         |
| 2019                          | USA                           | JVM                           | 7       | 3                       | 2                       | 5                       | 2                       |                         |
| Junior totalt                 | Junior totalt                 | Junior totalt                 | 21      | 10                      | 9                       | 19                      | 14                      |                         |